# Trachystolodes bimaculatus
Trachystolodes bimaculatus là một loài bọ cánh cứng trong họ Cerambycidae.